# Leandro Barbosa
Leandro Mateus Barbosa (São Paulo, São Paulo, 28. studenog 1982.) brazilski je profesionalni košarkaš. Igra na poziciji razigravača, a može igrati i bek šutera. Trenutačno nastupa za NBA momčad Phoenix Sunsa. Izabran je u 1. krugu (28. ukupno) NBA drafta 2003. od strane San Antonio Spursa.

## Brazil
Barbosa je svoju košarkašku karijeru započeo kao 17-godišnjak u brazilskom klubu Palmeiras. U sezoni 2000./01. Barbosa je prosječno postizao 14.2 poena te je u siječnju 2001. godine mijenjan u Tilibra/Bauru. U sezoni 2001./02. Barbosa je prosječno postizao 15.8 poena, 6.4 asistencije i 1.7 ukradenih lopti. U sezoni 2002./03. Barbosa je prosječno postizao 28.2 poena, 4 skoka i 7 asistencija. 

## NBA karijera
Izabran je kao 28. izbor NBA drafta 2003. od strane San Antonio Spursa. Ubrzo je mijenjan u Phoenix Sunse za budući izbor prvog kruga na draftu. 5. siječnja 2004. u utakmici s Chicago Bullsima, Barbosa je postigao 27 poena, a rookie sezonu završio je s prosjekom od 41.8% iza linije tri poena. 
U sezoni 2006./07. Barbosa je prosječno postizao 18.1 poena, 2.7 skokova i 4 asistencije za 32.7 minuta u igri te je time osvojio nagradu za šestog igrača godine.
20. veljače 2009. u utakmici s Oklahoma City Thunderima, Barbosa je postigao učinak karijere od 41 poena. 
14. srpnja 2010. Barbosa je, zajedno s Dwayneom Jonesom, mijenjan u Toronto Raptorse u zamjenu za Hedu Turkogla. U Kanadi značajno povećava brojke iz zadnje sezone u Phoenixu. Tokom sezone 2011./12. mijenjan je u Indianu za budućeg pika drugog kruga Drafta. Tu se ujedinjuje s bivšim igračem Phoenixa, Louisem Amundsonom. Dvojac pomaže Indiani da se značajno popravi, ali ipak ispadaju u drugoj rundi play-offa od Miamia.
18. listopada 2012. Barbosa potpisuje za najtrofejniju NBA momčad, Boston Celticse. Barbosa je pocijepao ligament lijevog koljena na meču protiv Bobcatsa, 11. veljače 2013. Ta informacija je potvrđena sutradan. Zbog povrijede nije nastupio u ostatku sezone. On je bio treći član Bostona koji je završio sezonu u razmaku od samo tri tjedna. Prije njega povrijede su doživljeli Rajon Rondo i Jared Sullinger. 
21. veljače 2013. zajedno s Jason Collinsom, mijenjan je u Wizardse za Jordana Crawforda. I pored toga što je jedno vrijeme proveo u Wizardsima, nikada nije nastupio za njih. 
8. siječnja 2014. Barbosa se vratio u NBA, potpisavši 10-dnevni ugovor s Phoenix Sunsima. Debi je zabilježio u pobjedi protiv Minneoste, 104-103. Najbolju noć je imao 13. siječnja protiv Knicksa, kada je prvi put još od 2012. upisao 20+ poena. Ipak, Barbosa je ozljedio desno rame. 18. siječnja potpisao je novi 10-dnevni ugovor. Najbolji nastup tijekom novog ugovora upisao je 24. siječnja protiv Wizardsa, gdje je imao učinak od 10 poena. Posljednjeg dana 10-dnevnog ugovora, 28. siječnja, Sunsi su odlučili da ga zadrže do kraja sezone.

## NBA statistika

### Regularni dio
| Godina    | Klub    | Odig. uta. | Uta. poč. | Min. | 2P%  | 3P%  | Sl. bac.% | Skok. | Asist. | Ukr. lop. | Blok. | Poena |
| --------- | ------- | ---------- | --------- | ---- | ---- | ---- | --------- | ----- | ------ | --------- | ----- | ----- |
| 2003./04. | Phoenix | 70         | 46        | 21.4 | .447 | .395 | .770      | 1.8   | 2.4    | 1.3       | .1    | 7.9   |
| 2004./05. | Phoenix | 63         | 6         | 17.3 | .475 | .367 | .797      | 2.1   | 2.0    | .5        | .1    | 7.0   |
| 2005./06. | Phoenix | 57         | 11        | 27.9 | .481 | .444 | .755      | 2.6   | 2.8    | .8        | .1    | 13.1  |
| 2006./07. | Phoenix | 80         | 18        | 32.7 | .476 | .434 | .845      | 2.7   | 4.0    | 1.2       | .2    | 18.1  |
| 2007./08. | Phoenix | 82         | 12        | 29.5 | .462 | .389 | .822      | 2.8   | 2.6    | .9        | .2    | 15.6  |
| 2008./09. | Phoenix | 70         | 11        | 24.4 | .482 | .375 | .881      | 2.6   | 2.3    | 1.2       | .1    | 14.2  |
| 2009./10. | Phoenix | 44         | 5         | 17.9 | .425 | .324 | .877      | 1.6   | 1.5    | .5        | .3    | 9.5   |
| 2010./11. | Toronto | 58         | 0         | 24.1 | .450 | .338 | .796      | 1.7   | 2.1    | .9        | .1    | 13.3  |
| 2011./12. | Toronto | 42         | 0         | 22.5 | .436 | .360 | .835      | 1.9   | 1.5    | .9        | .2    | 12.2  |
| 2011./12. | Indiana | 22         | 0         | 19.8 | .399 | .424 | .758      | 2.2   | 1.5    | .9        | .0    | 8.9   |
| 2012./13. | Boston  | 41         | 2         | 12.5 | .430 | .383 | .756      | 1.1   | 1.4    | .4        | .1    | 5.2   |
| Ukupno    |         | 629        | 111       | 23.8 | .460 | .391 | .821      | 2.2   | 2.4    | .9        | .1    | 12.0  |

### Doigravanje
| Godina | Klub    | Odig. uta. | Uta. poč. | Min. | 2P%  | 3P%  | Sl. bac.% | Skok. | Asist. | Ukr. lop. | Blok. | Poena |
| ------ | ------- | ---------- | --------- | ---- | ---- | ---- | --------- | ----- | ------ | --------- | ----- | ----- |
| 2005.  | Phoenix | 12         | 0         | 9.7  | .343 | .400 | .500      | 1.4   | 1.0    | .2        | .0    | 2.5   |
| 2006.  | Phoenix | 20         | 3         | 31.6 | .470 | .391 | .862      | 1.6   | 2.7    | .8        | .2    | 14.2  |
| 2007.  | Phoenix | 11         | 1         | 31.7 | .405 | .305 | .718      | 3.5   | 2.2    | 1.1       | .2    | 15.8  |
| 2008.  | Phoenix | 5          | 1         | 28.6 | .345 | .222 | .909      | 4.0   | 1.8    | .6        | .0    | 10.4  |
| 2010.  | Phoenix | 16         | 0         | 15.6 | .417 | .343 | .708      | 1.3   | 1.3    | .3        | .1    | 7.2   |
| 2012.  | Indiana | 11         | 0         | 20.3 | .370 | .150 | .500      | 2.2   | 1.3    | .4        | .1    | 5.7   |
| Ukupno |         | 75         | 5         | 22.9 | .417 | .322 | .764      | 2.0   | 1.8    | .6        | .1    | 9.6   |

## Privatni život
Barbosa je oženjen brazilskom glumicom Samarom Felippo od 2008. Barbosa ima kćerku Aliciu (rođenu 25. lipnja 2009.).

## Vanjske poveznice
- Profil na NBA.com
- Profil  Arhivirana inačica izvorne stranice od 13. travnja 2021. (Wayback Machine) na Basketball-Reference.com